# Bidjap
Bidjap est un village du Cameroun situé dans le département de la Vallée-du-Ntem et la région du Sud, à proximité du parc national de Campo-Ma'an et de la frontière avec la Guinée équatoriale, sur la route qui relie Ambam à Meyo Centre et à Nyabessang. Il fait partie de la commune de Ma'an.

## Population
En 1967 la localité comptait 333 habitants, pour la plupart des Ntumu.
Lors du recensement de 2005, 560 personnes y ont été dénombrées.

## Climat et environnement
Le climat est de type tropical, avec de fortes précipitations pendant une grande partie de l'année, mais également une courte période de sécheresse, peu marquée. La température moyenne y est de 23,2 °C.
Des spécimens de Pseudosabicea sthenula y ont été récoltés par J. et A. Raynal en 1963.
Un spécimen de Sabicea desseinii Zemagho, Sonké & O.Lachenaud, sp nov. – plante endémique du Cameroun – a été découvert le 30 novembre 1979 près de Bidjap, sur la piste pygmée d'Akom, à 11,75 km à l'ouest d'Ambam.